# Summer Sanitarium Tour
Summer Sanitarium Tour est une tournée lancée en 2000 par le groupe Metallica.

## 2000
Groupes participants :
- Metallica
- KoRn
- Kid Rock
- Powerman 5000
- System of a Down

## 2003
Tournée réalisée en 2003. Metallica, Linkin Park, Limp Bizkit, Deftones et Mudvayne ont participé à la tournée. À noter qu'au cours de cette tournée, Linkin Park a enregistré l'album Live in Texas.